# Neue kritik
Die neue kritik war die Theoriezeitschrift des Sozialistischen Deutschen Studentenbundes (SDS). Sie erschien von 1960 bis 1970 meist im Abstand von zwei Monaten und befasste sich vornehmlich mit sozialistischer Theorie. Ihre Artikel spiegelten die unterschiedlichen Fraktionen und Strömungen des Studentenverbandes wider.

## Geschichte
Ab März 1960 gab der Bundesvorstand des SDS in Frankfurt am Main die neue kritik – Zeitschrift für sozialistische Theorie und Politik heraus. Verantwortlich war zunächst Jürgen Seifert, später dann Michael Vester. Die Zeitschrift entwickelte sich zum zentralen Medium der Neuen Linken der 1960er Jahre.
1968 waren die Herausgeber namentlich Wolfgang Abendroth, Hans-Jürgen Krahl, Herbert Lederer, Klaus Meschkat, Oskar Negt, Bernd Rabehl, Helmut Schauer, Klaus Vack, Fritz Lamm, Frank Wolff, Karl Dietrich Wolff. Die Zeitschrift erschien im Verlag Neue Kritik, zur Redaktion, für die Ursula Schmiederer verantwortlich war, gehörten Bernhard Blanke, Reimut Reiche und Wolf Rosenbaum. Verlag und Redaktion waren in Frankfurt, wo sich auch die Bundeszentrale des SDS befand.